# DC FanDome
La DC Fandome (estilizada como DC FANDOME o DC FanDome) es una convención de cómic virtual en el sitio web en línea de DC Comics. Fue creada y anunciada en junio de 2020, como una respuesta de DC a la San Diego Comic-Con, la cual fue cancelada debido al pandemia de COVID-19. La convención presentó contenido basado en los cómics de DC, entre estos detalles de los proyectos cinematográficos asociados al Universo extendido de DC, el Arrowverse, así como libros y videojuegos. El evento fue transmitido en 220 países en nueve idiomas distintos, entre estos el español. A lo largo de su emisión, atrajo 22 millones de espectadores.
La convención inaugural fue en línea a través del sitio web de la convención el 22 de agosto de 2020 y se transmitió globalmente por veinticuatro horas. Debido a la acogida del evento, tuvo una segunda parte el 12 de septiembre de 2020, la cual también se emitió por veinticuatro horas. La siguiente convención se llevó a cabo el 16 de octubre de 2021.

## Desarrollo

### Anuncio e información
El 14 de junio de 2020, tras la cancelación de la San Diego Comic-Con, que fue reemplazada por la Comic-Con at home, Warner Bros anunció su propia convención en línea basada en DC, la cual fue nombrada DC FanDome. La misma tendría lugar el 22 de agosto de ese mismo año y presentaría contenido amplio de las películas, series, libros y videojuegos relacionados o basados en los cómics de DC.

### Anfitriones y participantes
En agosto de 2020, DC Comics reveló la lista de anfitriones y participantes, que incluía a Matt Reeves, director de The Batman, y su estrella principal Robert Pattinson, así como Gal Gadot, Zack Snyder, James Gunn, y otros miembros del Universo extendido de DC.

## Lanzamientos

### Primera edición
La primera edición de la DC FanDome se llevó a cabo el 22 de agosto de 2020. Para el Universo extendido de DC, fue revelado el segundo tráiler de Wonder Woman 1984 (2020), en el cual se vio por primera vez a Kristen Wiig caracterizada como Cheetah, así como la armadura dorada de águila de Wonder Woman. También fue revelado el primer tráiler de The Suicide Squad (2021), que dio el primer vistazo a los trajes de los personajes principales. Asimismo, fue lanzado el primer tráiler de The Batman (2021), que mostró por primera vez a Robert Pattinson caracterizado como Batman. De igual forma, se reveló el título oficial de la secuela de Shazam! (2019), el cual quedó como Shazam: Fury of the Gods, con una fecha de lanzamiento prevista para el 4 de noviembre de 2022. Finalmente, se revelaron datos acorde a la trama de la película de Black Adam y se confirmó que The Flash aún seguía en producción y que el personaje principal tendría un nuevo traje. Por otra parte, Zack Snyder's Justice League, la versión de Zack Snyder de Justice League (2017), fue anunciada como una miniserie de cuatro episodios que sería lanzada en 2021 para HBO Max.
En la televisión, Netflix reveló detalles sobre la serie basada en Sandman. En los videojuegos, Rocksteady Studios reveló el primer tráiler de Suicide Squad: Kill the Justice League. También se lanzó un tráiler de Gotham Knights donde se mostró la jugabilidad y algunos de los personajes, entre estos Nightwing y Batgirl. En los cómics, John Ridley anunció una miniserie de libros basada en Batman para 2021.

### Segunda edición
La segunda edición de la DC FanDome se llevó a cabo el 12 de septiembre de 2020. En películas, Andy Muschietti, director de The Flash, reveló que la película estaría basada en los cómics de Flashpoint y serviría como un reinicio del Universo extendido de DC para explicar los cambios del elenco y el desarrollo de algunas tramas. No obstante, aseguró que lo observado en la primera fase del universo no sería completamente desechado, sino que solo se les daría un desenlace distinto al ya visto.
En la televisión, se reveló que Doom Patrol había sido renovada oficialmente para una tercera temporada, la cual sería emitida exclusivamente en HBO Max. Asimismo, se reveló el traje y otros detalles sobre el personaje de Javicia Leslie en Batwoman, el cual reemplazaría a Ruby Rose tras su salida de la serie. De igual forma, se habló sobre las tramas de las nuevas temporadas de Titans, Superman & Lois, Black Lightning, Stargirl.

### Tercera edición
La tercera de la DC FanDome se llevó a cabo el 16 de octubre de 2021. En películas, fue publicado el primer tráiler oficial de The Batman, así como nuevas imágenes de The Flash, Shazam! Fury of the Gods, Black Adam, Batgirl y Aquaman & the Lost Kingdom. Asimismo, el estreno de la película animada Catwoman: Hunted se fijó para el 8 de febrero de 2022.
En televisión, fue revelado el primer tráiler de la serie Peacemaker y su fecha de estreno se fijó para el 13 de enero de 2022 por HBO Max. También se anunció la renovación de Titans para una cuarta temporada y se publicaron dos episodios de Young Justice: Phantoms. En videojuegos, fueron revelados nuevos tráileres de Gotham Knights y Suicide Squad: Kill the Justice League.

## Respuesta
La primera edición fue vista en vivo por al menos 22 millones de personas a lo largo de su emisión y fue tendencia en Twitter en 53 países y en YouTube en 82. Todo el contenido revelado durante la convención generó 150 millones de visitas en YouTube en las primeras 24 horas posteriores al evento.